# 모사라베
모자라베(스페인어: mozárabes, 포르투갈어: moçárabes)는 이슬람 지배 하의 중세 이베리아반도, 특히 알안달루스에서 살던 기독교인을 말한다. 아랍어의 형용사인 "무스타리브(مستعرب. musta'rib)"(아랍화되었다: 언어와 풍속·문화에 있어 아랍 문화의 영향을 받음.)의 전이된 것이, 이 용어의 유래이다.

## 개요
기독교인들은 무슬림 정권에서는 딤미, 즉 이슬람 세계의 공인된 이교도로 다뤄졌다. 기독교와 유대교 신자는 "책의 사람들"로, 지즈야를 내면 정착이 허용됐다. 모자라베 집단 사이에서는 독자적인 법무관과 위정자가 있었고, 극히 초기의 모자라베의 가운데는 무슬림 궁중에서 고위를 얻은 자도 있었다. 이슬람교로의 개종이 장려됐지만, 우마이야 왕조의 역대 칼리프나 후우마이야 왕조 초기의 여러 아미르 칼리프의 너그러운 정책 하에서는 그 필요성이 없었다. 그러나, 무슬림에게 이슬람교에서의 배교 및 기독교로의 개종을 위한 선교 행위를 한다면, 사형을 당하게 되었다.
9세기 당시까지 알안달루스의 무슬림과 기독교 인구 비율은 상당히 컸다. 모사라베는 무슬림에 대한 불평등한 상황에 처했으나, 나름대로 관대한 처우를 받고 있었다. 그러나 무슬림 정복 이후 몇세대를 거치면서 무슬림 군주들은 딤미에게 불리한 법령을 공표하기 시작하였고, 모자라베의 지위는 하강하여 엄격한 차별과 억압이 시작됐다. 그후 기독교인은 점점 고립되고 주로 행정·군사·사회상의 지위에서 쫓겨났으며, 그 밖에도 이슬람 법 아래에서 차별·억압을 받았다.
또한 11세기 이후 이슬람 원리주의적 성격을 가진 무와히드 왕조와 무라비트 왕조가 성립하면서부터이다. 특히 북부 십자군의 내습 이후에는 무슬림 측의 관대함이 상실되면서, 모자라베와 유대인에게 "죽음이냐? 코란이냐?"라는 선택을 떠안는 등의 노골적으로 탄압하는 사례도 볼 수 있었다. 모자라베는 박해 시대에 상당수가 북부의 기독교 왕국으로 이주했다. 따라서, 그것이 북부 기독교 왕국들의 반 이슬람 감정을 부추기고, 레콩키스타를 통한 기독교 지배권이 확대되는 과정에서 기독교인에 의한 무슬림, 유대인에 대한 탄압이 진행되게 만들었다. 레콩키스타가 진행되면서 모자라베는 기독교의 여러 왕국을 통합하는 역할을 했다. 또한 기독교의 왕들은 새롭게 정착한 모자라베에게 상당한 혜택을 주었다.

## 언어
이베리아로망스어군의 초기 단계에서 발전한 모자라브어를 사용하였다. 모자라브어의 단어들은 나중에 포르투갈어와 스페인어, 카탈루냐어, 그리고 특히 발렌시아어의 형성에 심각한 영향을 주었다.
모자라베의 교양적인 언어는 여전히 라틴어였지만, 이후 점차 시간이 지나면서 무슬림의 지배에 따라 아랍어를 배우게 되었기 때문에, 아랍어를 더 능숙하게 할 수 있었다. 기독교의 복음서 및 예언서, 기도서 등도 아랍어로 번역됐다. 850년경의 한 기독교 신자는 "우리 중 조상의 말로 편지를 읽을 수는 사람은 1000 명 중에서 한 명도 없다."라고 한탄했으며, "아랍의 시에 희희낙락하게 정신을 지껄이며, 아랍어로 시를 쓰는 자는 아주 많다."고 했다.

## 신앙
모자라베는 프랑크 왕국의 수도사에 영향을 받지 않은 채, 오늘날 모자라베 전례로 알려진 서고트풍의 전례 양식을 고수했다. 하지만 북부 왕국은 라틴 전례를 받아드렸으며(카스티야 왕국에서는 1080년), 정복된 주교구에서는 북부 출신의 주교가 임명됐다. 오늘날 모사라베 전례는 교황의 은전으로 톨레도 대성당의 예배에 사용하는 것이 허용되고 있다.

## 같이 보기
- 모자라브어
- 모리스코
- 물라디